# Sint-Lambertuskerk (Feneur)

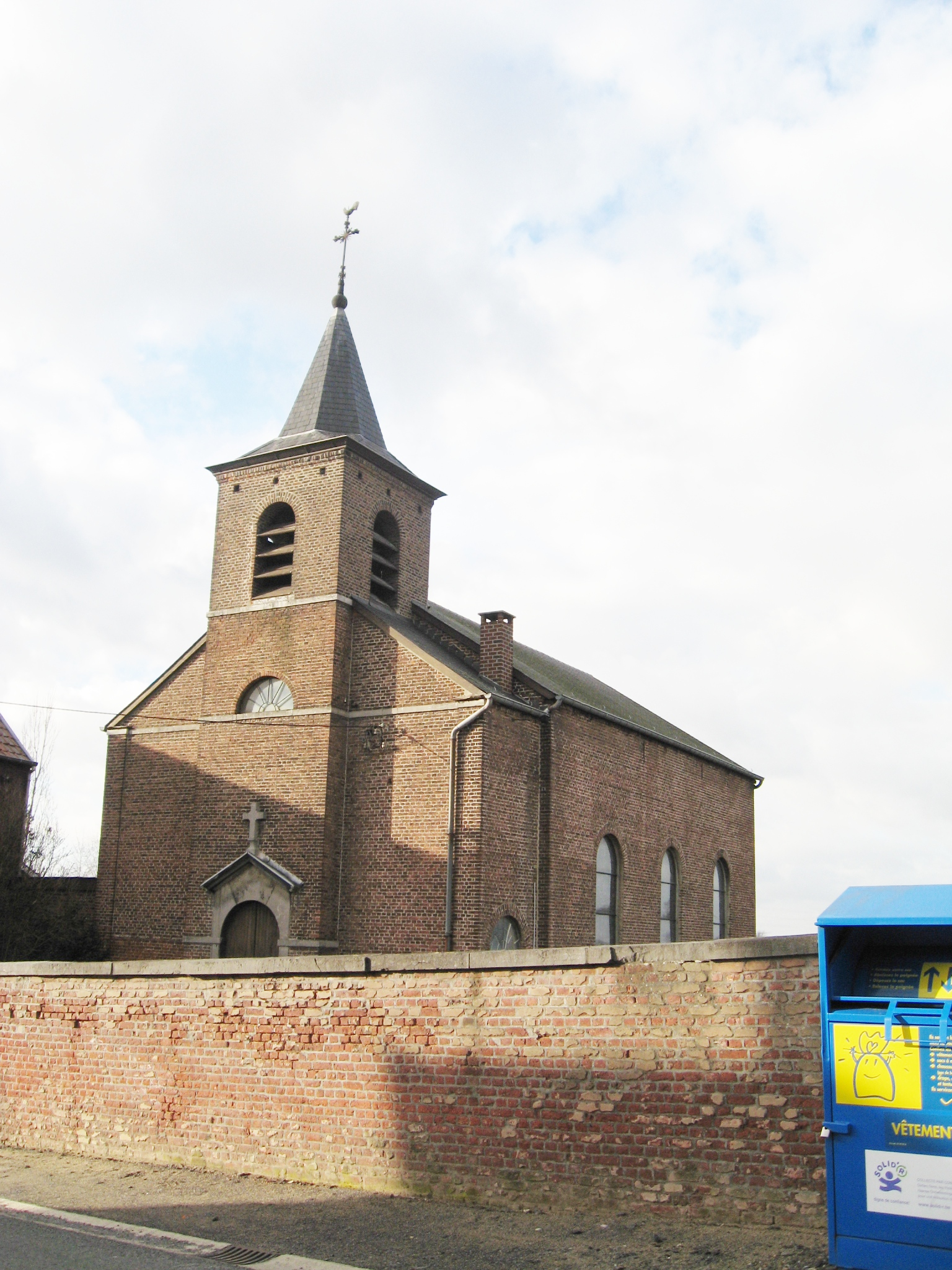
Sint-Lambertuskerk

De Sint-Lambertuskerk is de parochiekerk van de tot de Belgische gemeente Dalhem behorende plaats Feneur, gelegen aan de Chemin des Moulyniers.
Feneur werd in 1842 tot parochie verheven en in 1844 werd de kerk gebouwd. Het is een eenvoudige zaalkerk met ingebouwde lage westtoren. De kerk is gebouwd in baksteen met kalksteen voor de omlijstingen. Het smallere koor heeft een halfcirkelvormige apsis.
Naast het hoofdaltaar zijn er twee zijaltaren. Deze zijn uit de 2e helft van de 18e eeuw. Voorts bezit de kerk een beeld van Sint-Eligius, in gepolychromeerd hout, uit het midden van de 16e eeuw.